# Renault DeZir

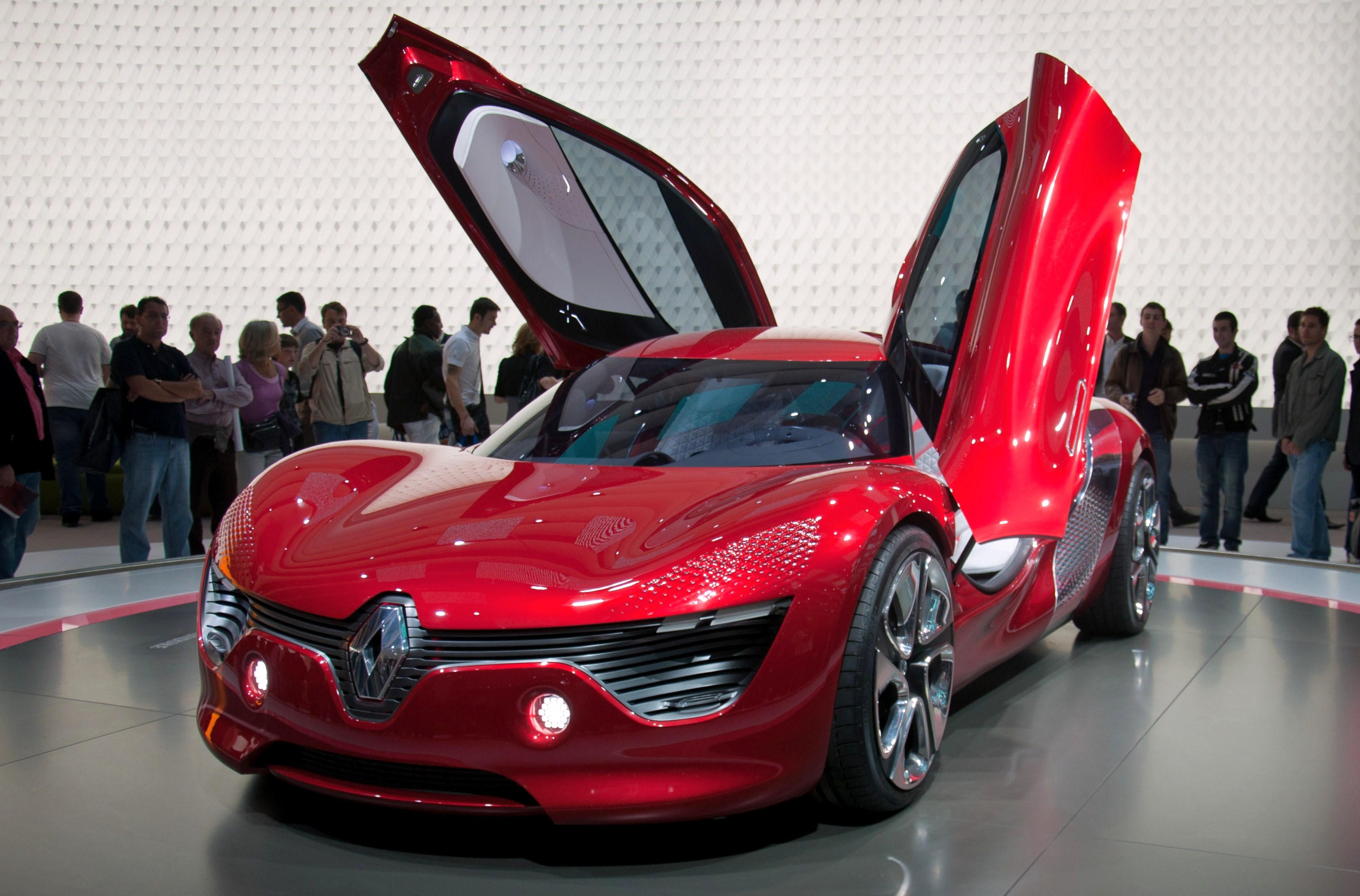
Renault DeZir

Renault DeZir – elektryczny samochód koncepcyjny, który po raz pierwszy oficjalnie został zaprezentowany podczas targów Paris Motor Show w 2010 roku w Paryżu. Typ auta to dwuosobowe coupé wyposażone w dwoje drzwi podnoszone do góry. Wnętrze samochodu wyłożono czerwoną skórą. Jednostką napędową Renault DeZir jest centralnie umieszczony silnik elektryczny o mocy 150 koni mechanicznych (110 kW) z napędem na tylną oś. Auto rozpędza się od 0 do 100 km/h w czasie 5 sekund. Maksymalny moment obrotowy wynosi 226 Nm. Maksymalna prędkość to 180 km/h. Współczynnik oporu powietrza wynosi 0,25.